# Дохмий
Дохмий — пятисложная восьмимерная стопа греческой метрики; схема U — — U —. В латинской поэзии уже не употреблялся.
В древнегреческой трагедии дохмий использовался для выражения сильного волнения или страдания. Встречается также в сатирической драме и у Аристофана, но часто в паратрагическом тоне, с большой страстью.
В русской поэзии дохмий использовал Даниил Андреев:
Схема, приводимая Д. Андреевым:
[U--]U-UU--U-
[U--]U-UU--U-
Пример из работы «Новые метро-строфы»:
Гудит

Шаг гиганта

В снегу

Льду, воде,

Сквозь мглу

Транс-паранты

В косом

Прут дожде.